# 2934 Aristophanes
A 2934 Aristophanes (ideiglenes jelöléssel 4006 P-L) a Naprendszer kisbolygóövében található aszteroida. Cornelis Johannes van Houten, Ingrid van Houten-Groeneveld és Tom Gehrels fedezte fel 1960. szeptember 25-én.